# والتر بوناسینا
والتر بوناسینا (انگلیسی: Valter Bonacina؛ زادهٔ ۳۰ ژوئیهٔ ۱۹۶۴) بازیکن فوتبال اهل ایتالیا است.
از باشگاه‌هایی که در آن بازی کرده‌است می‌توان به باشگاه فوتبال مونتسا، باشگاه فوتبال آ.اس. رم، و باشگاه فوتبال آتالانتا اشاره کرد.